# 1951년 미국 야구 명예의 전당 투표
다음은 1951년에 있었던 미국 야구 명예의 전당의 헌액자를 선정하기 위한 투표의 결과이다.

## 미국야구기자협회 투표
총 226장의 투표 용지가 집계되었으며, 86명의 후보에게 2,167표가 던져졌다. 이는 각 투표지마다 평균 9.59표가 던져졌음을 의미한다. 명예의 전당에 헌액되기 위해서는 170표 이상의 득표가 필요했다.
|  | 이 해의 투표에서 과반의 득표수를 얻어, 명예의 전당에 헌액된 사람                  |
|  | 이 해의 투표에서 득표수가 미달되었으나, 이후의 투표에서 명예의 전당에 헌액된 사람 |

| 이름              | 득표수 | %    |
| ----------------- | ------ | ---- |
| 멜 오트           | 197    | 87.2 |
| 지미 폭스         | 179    | 79.2 |
| 폴 워너           | 162    | 71.7 |
| 해리 헤일먼       | 153    | 67.7 |
| 빌 테리           | 148    | 65.5 |
| 디지 딘           | 145    | 64.2 |
| 빌 디키           | 118    | 52.2 |
| 앨 시먼스         | 116    | 51.3 |
| 래빗 매런빌       | 110    | 48.7 |
| 테드 라이언스     | 71     | 31.4 |
| 대지 밴스         | 70     | 31.0 |
| 행크 그린버그     | 67     | 29.6 |
| 개비 하트넷       | 57     | 25.2 |
| 조 크로닌         | 44     | 19.5 |
| 레이 샬크         | 37     | 16.4 |
| 치프 벤더         | 35     | 15.5 |
| 로스 영스         | 34     | 15.0 |
| 맥스 캐리         | 27     | 11.9 |
| 토니 라제리       | 27     | 11.9 |
| 행크 고디         | 26     | 11.5 |
| 레프티 고메즈     | 23     | 10.2 |
| 에드 라우시       | 21     | 9.3  |
| 해크 윌슨         | 21     | 9.3  |
| 페퍼 마틴         | 19     | 8.4  |
| 잭 위트           | 19     | 8.4  |
| 척 클라인         | 15     | 6.6  |
| 웨이트 호이트     | 13     | 5.8  |
| 레프티 오둘       | 13     | 5.8  |
| 베이브 아담스     | 12     | 5.3  |
| 데이브 밴크로프트 | 9      | 4.0  |
| 찰리 그림         | 9      | 4.0  |
| 버키 해리스       | 9      | 4.0  |
| 레드 러핑         | 9      | 4.0  |
| 프랭크 베이커     | 8      | 3.5  |
| 카이카이 카일러   | 8      | 3.5  |
| 레드 페이버       | 8      | 3.5  |
| 빌 맥케크니       | 8      | 3.5  |
| 케이시 스텡걸     | 8      | 3.5  |
| 사이 윌리엄스     | 7      | 3.1  |
| 짐 보톰리         | 6      | 2.7  |
| 레드 롤프         | 6      | 2.7  |
| 벌리 그라임스     | 5      | 2.2  |
| 에파 릭시         | 5      | 2.2  |
| 스모키 조 우드    | 5      | 2.2  |
| 아트 플래처       | 4      | 1.8  |
| 트래비스 잭슨     | 4      | 1.8  |
| 아트 네프         | 4      | 1.8  |
| 앨 샤흐트         | 4      | 1.8  |
| 빌리 사우스워스   | 4      | 1.8  |
| 지미 다이크       | 3      | 1.3  |
| 스탠 해크         | 3      | 1.3  |
| 해리 후퍼         | 3      | 1.3  |
| 디키 커           | 3      | 1.3  |
| 어니 롬바디       | 3      | 1.3  |
| 루브 마쿼드       | 3      | 1.3  |
| 스터피 매키니스   | 3      | 1.3  |
| 스티브 오닐       | 3      | 1.3  |
| 더피 루이스       | 2      | 0.9  |
| 셰리 마기         | 2      | 0.9  |
| 에버렛 스콧       | 2      | 0.9  |
| 조지 셀커크       | 2      | 0.9  |
| 지미 윌슨         | 2      | 0.9  |
| 딕 바르텔         | 1      | 0.4  |
| 스퍼드 챈들러     | 1      | 0.4  |
| 잭 쿰즈           | 1      | 0.4  |
| 윌버 쿠퍼         | 1      | 0.4  |
| 제이크 다우버트   | 1      | 0.4  |
| 폴 데린저         | 1      | 0.4  |
| 하워드 엠키       | 1      | 0.4  |
| 찰리 겔버트       | 1      | 0.4  |
| 칙 하페이         | 1      | 0.4  |
| 멜 하더           | 1      | 0.4  |
| 베이브 허먼       | 1      | 0.4  |
| 핑키 히긴스       | 1      | 0.4  |
| 팀 조던           | 1      | 0.4  |
| 조 매카시         | 1      | 0.4  |
| 클라이드 밀란     | 1      | 0.4  |
| 사첼 페이지       | 1      | 0.4  |
| 허브 프루트       | 1      | 0.4  |
| 샘 라이스         | 1      | 0.4  |
| 에디 롬멜         | 1      | 0.4  |
| 딕 루돌프         | 1      | 0.4  |
| 머디 루얼         | 1      | 0.4  |
| 빌 셔들           | 1      | 0.4  |
| 로이드 워너       | 1      | 0.4  |
| 글렌 라이트       | 1      | 0.4  |